# Jean-Paul Celea
Jean-Paul Celea, né le 6 janvier 1951 à Philippeville (aujourd'hui Skikda en Algérie), est un contrebassiste français de jazz et de musique contemporaine.

## Biographie
Musicien précoce, il entame dès l'âge de 5 ans des études de violon classique. En 1968 il décide de s'orienter vers la contrebasse, qu'il étudie d'abord à Strasbourg avec Léon Vienne au CNR de Strasbourg puis au CNSM de Paris avec Gaston Logerot de 1970 à 1973. Il intègre ensuite l'Orchestre philharmonique de Strasbourg, puis en 1976 le prestigieux Ensemble intercontemporain, à l'époque encore dirigé par son fondateur Pierre Boulez, au sein duquel il travaillera avec Luciano Berio, Karlheinz Stockhausen, Vinko Globokar, Maurizio Kagel, etc.
Il est à la même époque membre de l'Ensemble Musique Vivante dirigé par Diego Masson, et participe activement à l'Ensemble Accroche Note de 1990 à 1996.
Dédicataire de pièces de contrebasse solo de Pascal Dusapin, Marc Monnet, Michel Redolfi, il est également soliste du grand répertoire classique.
Au début des années 80, il décide de se consacrer au Jazz et aux musiques improvisées.
C'est le temps des rencontres avec Jean-François Jenny-Clark, Jacques Thollot, Michel Portal, François Jeanneau, Daniel Humair, François Couturier. Avec ce dernier débute une longue collaboration multiforme : un duo qui fait référence, une expérience fondatrice partagée de 1981 à 1983 au sein du 5tet de John McLaughlin "Translators", plusieurs trios, dont le dernier en date, "Tryptic", avec Daniel Humair; et le 5tet "Passaggio" avec Françoise Kubler, Armand Angster et le batteur autrichien Wolfgang Reisinger (en), également souvent associé à ses projets depuis leur rencontre en 1984 au sein du "Vienna Orchestra".
Suivent de nombreuses collaborations avec Michel Portal, Dominique Pifarely, Tomas Gubitsch, Daniel Humair, Joachim Kuhn, Steve Lacy, Eric Watson (en), John Surman, Bobo Stenson, John Scofield, etc.
Année de la rencontre majeure avec David Liebman, 1986 marque les débuts de l'emblématique Trio Celea/Liebman/Reisinger, aussi appelé "World View Trio".
Salué comme l'un des projets les plus convaincants du saxophoniste depuis "Quest", le trio perdure encore aujourd'hui, et tous ses albums ont été abondamment primés.
En 2011, Jean-Paul Celea initie un nouveau trio avec Emile Parisien et Wolfgang Reisinger dont le 1er cd "Yes Ornette !", paru en octobre 2012, reçoit un accueil unanime de la critique et du public.
Musique classique, musique contemporaine, jazz, la pratique conjointe de ces différents langages continue de nourrir son parcours atypique.
Egalement très investi dans le domaine de la pédagogie et de la transmission, il enseigne la contrebasse classique depuis 1992, d'abord au Conservatoire national supérieur de musique de Lyon, puis depuis 1998 au Conservatoire national supérieur de musique de Paris.
Jean-Paul Celea a reçu en 2003 la médaille de chevalier des Arts et des Lettres, et en 2014 celle d'officier des Arts et des Lettres.

## Discographie (partielle)
- Yes Ornette !  Jean-Paul Celea (contrebasse), Émile Parisien (saxophone), Wolfgang Reisinger (batterie).  OUT NOTE OTN 016
- Tryptic  Jean-Paul Celea (contrebasse), François Couturier (piano), Daniel Humair (batterie).  BEE JAZZ 022  Choc de l’année Jazzman 2001
- Ghosts  Jean-Paul Celea (contrebasse), Dave Liebman (saxophones, piano), Wolfgang Reisinger (batterie).  NIGHT BIRD MUSIC 1006 2  Choc de l'année Jazzman 1999
- Missing a Page  Jean-Paul Celea (contrebasse), Dave Liebman (saxophones, piano), Wolfgang Reisinger (batterie).  LABEL BLEU LBLC 6597
- World View  Jean-Paul Celea (contrebasse), Dave Liebman (saxophones, piano), Wolfgang Reisinger (batterie).  LABEL BLEU LBLC 6592
- Musiques Solistes  Pascal Dusapin / Ensemble Accroche Note : Françoise Kubler (voix), Armand Angster (saxophone, clarinettes), Jean-Paul Celea (contrebasse).  MONTAIGNE
- Pièces Célibataires  Marc Monnet / Ensemble Accroche Note : Françoise Kubler (voix), Armand Angster (saxophone, clarinettes), Jean-Paul Celea (contrebasse).  MONTAIGNE
- L’Ibère - Passaggio  Jean-Paul Celea (contrebasse), François Couturier (piano), Françoise Kubler (voix), Armand Angster (saxophone, clarinettes), Wolfgang Reisinger (batterie).  LABEL BLEU LBLC 6567
- Passaggio  Jean-Paul Celea (contrebasse), François Couturier (piano), Françoise Kubler (voix), Armand Angster (saxophone, clarinettes), Wolfgang Reisinger (batterie).  LABEL BLEU  LBLC 6543
- Your Tonight is my Tomorrow  Eric Watson (piano), Steve Lacy (saxophone), Jean-Paul Celea (contrebasse), Aaron Scott (batterie).  OWL RECORDS
- Contra Vientos y Mareas  Tomas Gubitsch (guitares), Osvaldo Calo (piano), Jean-Paul Celea (contrebasse)
- Belo Horizonte  John McLaughlin (guitare), Katia Labèque (piano), François Couturier (claviers), Jean-Paul Celea (contrebasse), Tommy Campbell (batterie). WEA
- Music Spoken Here  John McLaughlin (guitare), Katia Labèque (piano), François Couturier (claviers), Jean-Paul Celea (contrebasse), Tommy Campbell (batterie).  W.E.A.
- Couturier Celea  François Couturier (piano), Jean-Paul Celea (contrebasse). (1980)
- The Game  François Couturier (piano), Jean-Paul Celea (contrebasse), François Jeanneau (saxophone), Philippe Macé (vibraphone), André Ceccarelli (batterie).  J.M.S - Réédition de ces deux albums sous la référence JMS 010/2 (1983)
- 2023 New Stories[1] du trio Hervé Sellin - Jean-Paul Celea - Daniel Humair, chez Frémeaux & Associés

## Décorations
- Officier de l'ordre des Arts et des Lettres Il est promu au grade d’officier le 9 juillet 2014[2].